# Royal Arsenal
Koordinaten: 51° 29′ 28,2″ N, 0° 4′ 11,8″ O
Royal Arsenal – ursprünglich Woolwich Warren – war eine Rüstungs-, Munitionsabdichtungs- und Sprengstoffversuchsfirma in London. Das Unternehmen lag an der Themse im Südosten Londons. Royal Arsenal wurde 1671 als Aufbewahrungslager für die Artillerie gegründet. 1695 kam ein Munitionslabor (Royal Laboratory) hinzu. 1717 wurde eine Waffenfertigungsanlage fertiggestellt (Royal Brass Foundry). Anfangs hatte das Unternehmen eine Fläche von 12,5 ha. Sie wuchs bis 1777 auf 40 ha. Nach Gründung der Anlage wurde eine Abgrenzungsmauer errichtet, welche bis 1804 2,5 Meilen lang und bis zu 20 Fuß hoch war. Von 1814 bis 1816 wurde durch Strafarbeiter ein Kanal gegraben, welcher die östliche Abgrenzung bildete.

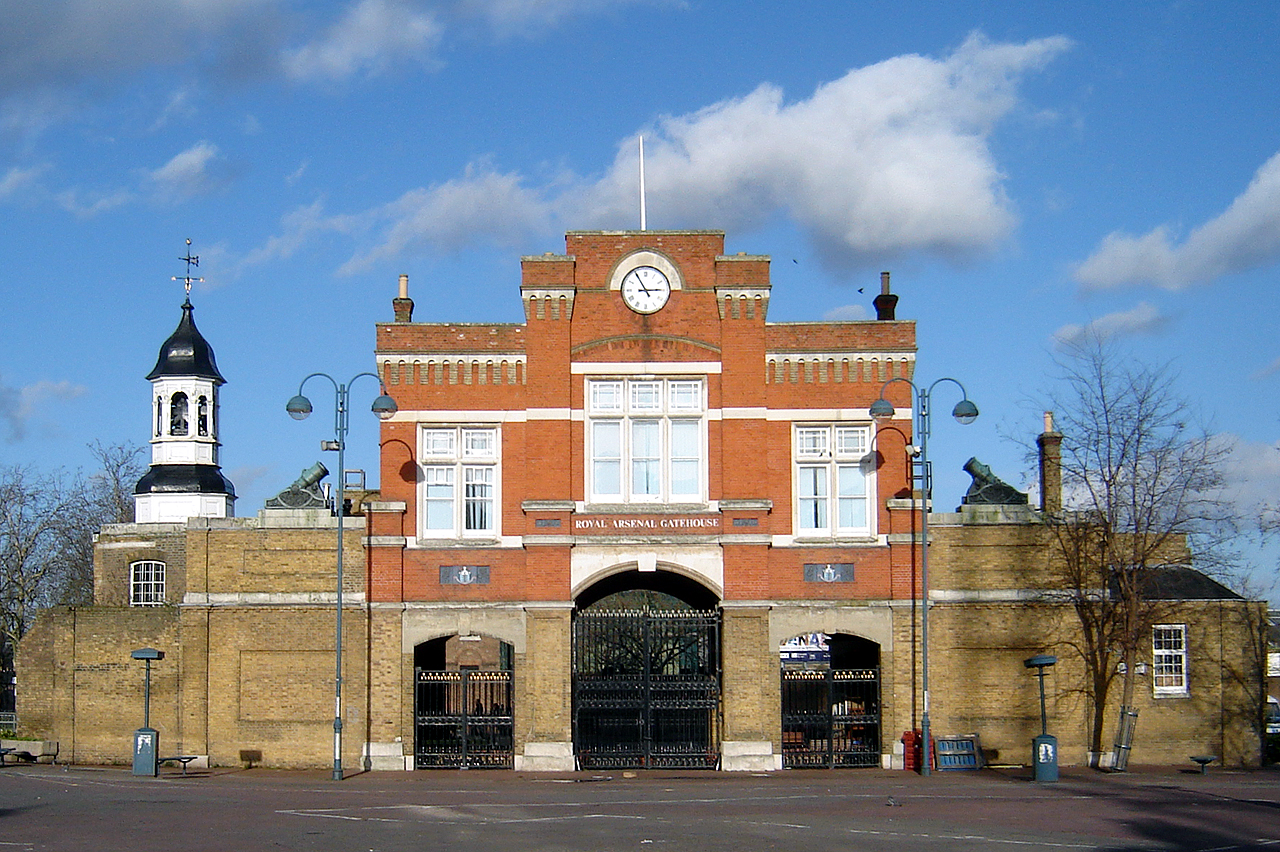
Woolwich Royal Arsenal Eingang. (Februar 2007)

## Geschichte

### Frühe Geschichte
Im Jahr 1805 wurde Woolwich Warren durch König George III in Royal Arsenal umbenannt, zur Unterscheidung von der Schiffswerft (Woolwich Dockyard) und der Militärakademie in der Nachbarschaft. Die meisten der Gebäude wurden vom Architekten Sir John Vanbrugh erbaut. Royal Arsenal war damals als herausragendes Unternehmen im Bereich Automatisierung bekannt. Weiter wurde das Unternehmen zu einer beachteten Forschungszentrale für die britische Rüstungsindustrie.

### Vorbereitungen zum Krim-Krieg
Während des Krimkrieges (1854–1856) war Royal Arsenal eines der drei Hauptrüstungsunternehmen (neben Royal Small Arms Factory und der Royal Gun Powder Factory) im Vereinigten Königreich. In dieser Zeit wurde auch das Unternehmen weiter ausgebaut.

### Das Unternehmen und der Fußball
1886 gründeten Arbeiter der Firma einen Fußballclub mit dem Namen Dial Square. Das erste Spiel des Teams war gegen die Eastern Wanderers, das gleich mit 6:0 gewonnen wurde. 1893 wurde die Mannschaft zu einer Profimannschaft und bekam den Namen Woolwich Arsenal. Heute ist der Verein der vielfache englische Meister FC Arsenal.

### Weltkriege
Am Höhepunkt der Firma, während des Ersten Weltkriegs, hatte das Unternehmen eine Größe von 5,3 km² und beschäftigte 80.000 Mitarbeiter. Nach dem Ersten Weltkrieg baute das Unternehmen nicht nur Munition und Waffen. Es wurden auch Dampflokomotiven hergestellt.
Während des Zweiten Weltkrieges wurde das neu gebaute Munitionslager in Frog Island, welches 1937 erbaut wurde, durch deutsche Luftangriffe beinahe vollständig zerstört. Dabei wurden 103 Menschen getötet und 770 schwer verletzt. Nach dem Zweiten Weltkrieg wurden wieder Lokomotiven hergestellt. Die Produktion von Waffen und Munition stieg wieder während des Korea-Krieges.

### Die Verkleinerung des Unternehmens
In der Nachkriegszeit wurde das Unternehmen stark verkleinert. Das Munitionslager Frog Island wurde verkauft und Teile des Areals wurden geschlossen. Auf Teilen der Fläche von Royal Arsenal wurde ein neues Stadtviertel angelegt mit dem Namen Thamesmead. Es entstand die MQAD, die Materials Quality Assurance Directorate. Das Unternehmen hatte die Aufgabe, Munition und Waffen für die britische Armee zu überprüfen. 

### Schließung
1991 wurde auf dem Areal des Royal Arsenal ein Gefängnis errichtet. 1994 wurde das Kontrollieren und Produzieren von Waffen und Munition eingestellt und das Unternehmen geschlossen. Heutzutage befinden sich auf Teilen des Areals diverse Museen und Wohnungen für die Bevölkerung Londons.